# Уака
Уака̀ (на френски: Ouaka) е една от 14-те административни префектури на Централноафриканската република. Разположена е в централната част на страната и граничи с Демократична република Конго. Площта на префектурата е 49 900 км², а населението е около 224 000 души (2003). Гъстотата на населението в Уака е около 5 души/км². Столица на префектурата е град Бамбари.